# Минестіря (комуна)
Минестіря (рум. Mânăstirea) — комуна у повіті Келераш в Румунії. До складу комуни входять такі села (дані про населення за 2002 рік):
- Коконь (1129 осіб)
- Минестіря (3880 осіб)
- Султана (1197 осіб)

Комуна розташована на відстані 68 км на схід від Бухареста, 34 км на захід від Келераші, 138 км на захід від Констанци.

## Населення
За даними перепису населення 2002 року у комуні проживали 6206 осіб.
Національний склад населення комуни:
| Національність | Кількість осіб | Відсоток |
| -------------- | -------------- | -------- |
| румуни         | 5765           | 92,9%    |
| цигани         | 438            | 7,1%     |
| німці          | 2              | < 0,1%   |
| угорці         | 1              | < 0,1%   |

Рідною мовою назвали:
| Мова      | Кількість осіб | Відсоток |
| --------- | -------------- | -------- |
| румунська | 6205           | > 99,9%  |
| німецька  | 1              | < 0,1%   |

Склад населення комуни за віросповіданням:
| Релігія       | Кількість осіб | Відсоток |
| ------------- | -------------- | -------- |
| православні   | 6090           | 98,1%    |
| п'ятдесятники | 82             | 1,3%     |
| адвентисти    | 20             | 0,3%     |
| римо-католики | 3              | < 0,1%   |
| баптисти      | 1              | < 0,1%   |
| лютерани      | 1              | < 0,1%   |
| не релігійні  | 1              | < 0,1%   |